# Chaceon notialis
Chaceon notialis är en kräftdjursart som beskrevs av Manning och Lipke Bijdeley Holthuis 1989. Chaceon notialis ingår i släktet Chaceon och familjen Geryonidae. Inga underarter finns listade i Catalogue of Life.